# Ґлабушовце
Ґлабушовце (словац. Glabušovce) — село, громада округу Вельки Кртіш, Банськобистрицький край, центральна Словаччина, регіон Новоград. Кадастрова площа громади — 4,51 км². 
Населення 116 осіб (станом на 31 грудня 2017 року).

## Історія
Ґлабушовце вперше згадується в 1297 році.

## Населення
| Рік:            | 1994. | 2004.   | 2014.   | 2024.  |
| --------------- | ----- | ------- | ------- | ------ |
| Кількість осіб: | 126   | 115     | 125     | 121    |
| Різниця:        |       | -8,73 % | +8,69 % | -3,2 % |

| Рік:            | 2023. | 2024.   |
| --------------- | ----- | ------- |
| Кількість осіб: | 117   | 121     |
| Різниця:        |       | +3,41 % |